# 江蘇沙鋼集団
江蘇沙鋼集団有限公司（こうそしゃこうしゅうだんゆうげんこうし、中国語: 江苏沙钢集团有限公司）、英語: Jiangsu Shagang Group Co.,Ltd.）は、中華人民共和国の鉄鋼メーカーである。略称は沙鋼（中国語: 沙钢）。

## 概要
中国東部の江蘇省蘇州市に本拠を置く鉄鋼メーカーである。世界鉄鋼協会の発表によれば、グループの2022年の粗鋼生産量は4145万トンであり、世界第5位、中国国内では宝武鋼鉄集団・河北鋼鉄集団に次ぐ第3位の規模を持つ。厚板・薄板・亜鉛めっき鋼板・線材・棒鋼等を生産する。
傘下に、江蘇省淮安市に本拠を置く特殊鋼メーカー・江蘇沙鋼集団淮安特鋼有限公司（中国語: 江苏沙钢集团淮钢特钢有限公司、略称：淮安特鋼）、蘇州市に本拠を置く鉄鋼メーカー・江蘇永鋼集団有限公司（中国語: 江苏永钢集团有限公司、略称：永鋼）、蘇州市に本拠を置き大韓民国のポスコと共同で設立したステンレスメーカー・張家港浦項不銹鋼有限公司（中国語: 张家港浦项不锈钢有限公司）などを持つ。

## 沿革
- 1975年3月 - 生産開始[2]。
- 1986年12月 - 沙洲県鋼鉄廠（中国語: 沙洲县钢铁厂）から張家港市鋼鉄廠（张家港市钢铁厂）に改称[2]。
- 1992年12月 - 蘇州沙鋼集団に改組[2]。